# Philibert Frescot
Philibert Frescot (Pont-Saint-Martin, 18 février 1827 – Turin, 23 avril 1911) fut un ingénieur et un homme politique italien.
Il fut sénateur du royaume d'Italie durant la XVIe législature.

## Biographie
Fils de Jean-Baptiste et de Charlotte Balzet, il termine ses études par un lauréat en ingénierie mécanique à l'université de Turin. Devenu chef du bureau des projets de la SFAI
Società per le Ferrovie dell'Alta Italia, il fit construire en 1884  dans les usines de Turin, un nouveau prototype de locomotive, la première avec un rodage 2.3.0, une puissance de 650 chevaux et une vitesse maximale de 80 km/h. Dénommée 1181, elle fut dédiée à Victor-Emmanuel II et fabriquée en 54 exemplaires. Elle est ensuite immatriculée par les Chemins de fer de l'État comme Gr. 650. La locomotive est maintenant un symbole du Musée ferroviaire piémontais. Le logo choisi représente de fait la locomotive de l'ingénieur Philibert Frescot.
Il est nommé Sénateur du Royaume d'Italie le 26 janvier 1889.
Il projette le Tunnel du Simplon inauguré en 1905. Il fut un collectionneur d'art et un mécène, il fut élu président du jury de diverses expositions de peintres impressionnistes à Paris. Plusieurs peintures de la collection de Frescot ont été dispersées par ses héritiers, plusieurs d'entre eux émigrèrent aux États-Unis, à New York, tandis que d'autres peintures, de l'ancienne collection de Philibert Frescot, ont été retrouvées à Turin ; parmi elles "La belle île" de Camille Pissarro, œuvre sur carton litographique, signée, datée et scellée avec la marque de l'Association "La pelle dell'Orso".

## Décorations
- Commandeur de l'Ordre de la Couronne d'Italie
- Officier de l'Ordre des Saints-Maurice-et-Lazare